# نادي كولو كولو ريجاتاس
نادي كولو كولو ريجاتاس لكرة القدم (بالبرتغالية: Colo Colo de Futebol e Regatas‏) ، هو نادي كرة قدم برازيلي، أسس سنة 1948 م.